# 费氏短腿蟾
费氏短腿蟾（学名：Brachytarsophrys feae），一种分布于缅甸、泰国、越南及中国云南省西南部等地区的两栖动物，隶属于角蟾科短腿蟾属。模式产地为缅甸八莫。

## 形态特征
费氏短腿蟾体型大、短而肥壮，雄蟾体长78～102毫米，雌蟾体长91～114毫米。身体背部皮肤较光滑，呈棕黄色，满布不规则的黑褐色斑纹；腹部皮肤光滑，具有不规则的灰色花斑。

## 保护
本种于2023年被收录入《有重要生态、科学、社会价值的陆生野生动物名录》。